# Atkinson (Maine)
Atkinson es un pueblo ubicado en el condado de Piscataquis en el estado estadounidense de Maine. En el Censo de 2010 tenía una población de 326 habitantes y una densidad poblacional de 3,22 personas por km².

## Geografía
Atkinson se encuentra ubicado en las coordenadas 45°9′29″N 69°3′39″O / 45.15806, -69.06083. Según la Oficina del Censo de los Estados Unidos, Atkinson tiene una superficie total de 101.14 km², de la cual 100.47 km² corresponden a tierra firme y (0.67%) 0.68 km² es agua.

## Demografía
Según el censo de 2010, había 326 personas residiendo en Atkinson. La densidad de población era de 3,22 hab./km². De los 326 habitantes, Atkinson estaba compuesto por el 96.93% blancos, el 0% eran afroamericanos, el 1.23% eran amerindios, el 0.31% eran asiáticos, el 0.31% eran isleños del Pacífico, el 0% eran de otras razas y el 1.23% pertenecían a dos o más razas. Del total de la población el 0.31% eran hispanos o latinos de cualquier raza.